# بيزو كوبي قابل للتحويل
كان البيزو الكوبي القابل للتحويل (يُشار إليه أحيانًا بـ CUC$، ويُسمى بشكل غير رسمي كوك أو تشافيتو (بالإسبانية: peso cubano convertible) (رمز أيزو 4217: CUC) إحدى العملتين الرسميتين في كوبا، والبيزو الكوبي هو العملة الأخرى. وكان استخدامه محدودًا منذ عام ١٩٩٤، عندما رُبطت قيمته بنسبة ١:١ مقابل الدولار الأمريكي. هي العملة المستخدمة في كوبا مع البيزو الكوبي.
في 8 نوفمبر/تشرين الثاني 2004، توقف قبول الدولار الأمريكي في منافذ البيع بالتجزئة الكوبية، وأصبح البيزو القابل للتحويل أو الكوك العملة الوحيدة المتداولة في العديد من الشركات الكوبية. كان الكوك، الذي كان رسميًا قابلًا للصرف داخل البلاد فقط، قد ارتفع إلى 1٫08 دولار أمريكي في أبريل/نيسان 2005، لكنه عاد إلى 1٫00 دولار أمريكي في 15 مارس/آذار 2011.  كان الكوك، وفقًا للسعر الثابت، ثاني عشر أعلى وحدة نقدية قيمة في العالم، وأعلى وحدة " بيزو " قيمة.
في 22 أكتوبر 2013، أُعلن أنه سيتم إلغاء العملة.  في 10 ديسمبر 2020، أُعلن أن توحيد العملة سيدخل حيز التنفيذ اعتبارًا من 1 يناير 2021. ومنذ ذلك التاريخ، لم يعد CUC مقبولاً في العديد من الشركات الكوبية؛ حيث لا يمكن استبداله إلا في البنوك أو CADECAs (casas de cambios) ، أو استخدامه في متاجر معينة، لمدة ستة أشهر.  في 15 يونيو 2021، أُعلن أن CUC سيظل قابلاً للاستبدال في البنوك لمدة ستة أشهر أخرى ولكن لن تقبله أي متاجر اعتبارًا من 1 يوليو.  وكان الموعد النهائي لاستبدال CUC هو 30 ديسمبر 2021.

## تاريخ

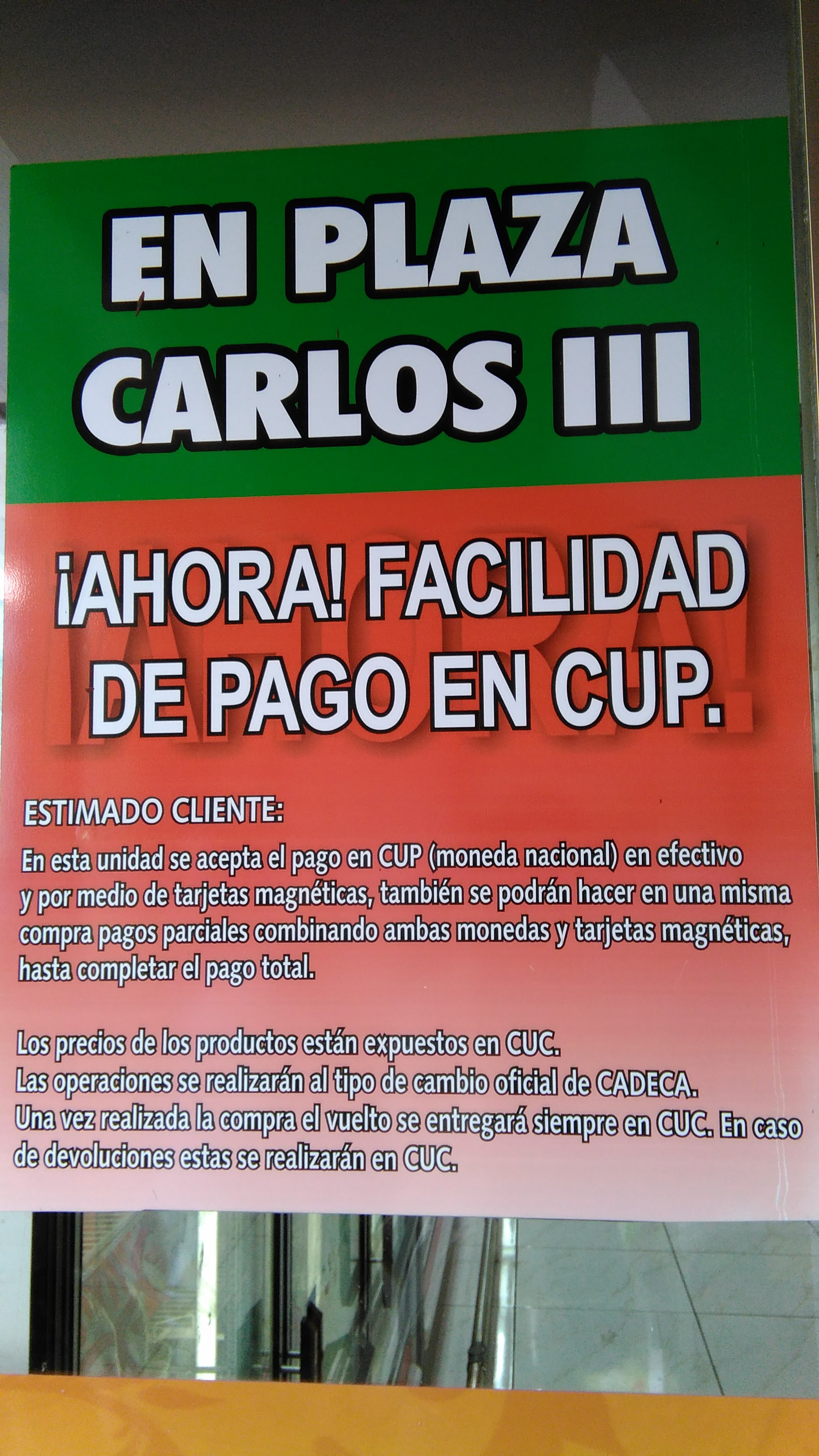
لافتة من عام ٢٠١٦ تُشير إلى أن الأسعار بالبيزو الكوبي القابل للتحويل، ولكن يُمكن الدفع بالبيزو الكوبي (الدفع نقدًا أو بالبطاقة مقبول). تُرجع الفكة بالبيزو الكوبي القابل للتحويل.

بين عامي ١٩٨١ و١٩٨٩، استخدمت كوبا ما يُسمى بعملات INTUR المعدنية والشيكات. وكانت العملات الأجنبية القابلة للتحويل تُستَبدَل بهذه الشيكات بدلاً من العملة الوطنية، مما كان من الممكن استخدامه لشراء بعض السلع الكمالية غير المتاحة للشراء بالعملة الوطنية.
كما أصدر البنك الوطني الكوبي منذ عام 1985 شهادات صرف أجنبي ‏ من أنواع مختلفة.
وبسبب المشاكل الاقتصادية خلال الفترة الخاصة ‏، سمحت الحكومة الكوبية بحيازة الدولار الأمريكي (الذي كان غير قانوني في السابق) وبدأت في بيع السلع والخدمات بالدولار الأمريكي، في البداية للسياحة والسلع الفاخرة.  . في عام ١٩٩٤، بدأوا بإصدار البيزو القابل للتحويل، ليُتداول مع الدولار الأمريكي.
كان هذا منفصلاً عن البيزو الكوبي (CUP)، الذي كان يُستخدم في السلع الأساسية. يمكن استبدال البيزو الكوبي (CUP) بالبيزو القابل للتحويل (CUC) في مكاتب الصرافة ( CADECA) بسعر ثابت. منذ أوائل العقد الأول من القرن الحادي والعشرين، كانت الأسعار 24 بيزو كوبي مقابل 1 بيزو قابل للتحويل (بيع) و25 بيزو كوبي مقابل 1 بيزو قابل للتحويل (شراء)؛  ولكن لأغراض المحاسبة الحكومية، يُقيّم كلا البيزوين بسعر 1:1. 
في 8 نوفمبر/تشرين الثاني 2004، سحبت الحكومة الكوبية الدولار الأمريكي من التداول، مُعلّلةً ذلك بضرورة الرد على عقوبات إضافية بموجب قانون هيلمز-بيرتون.  بعد انتهاء فترة سماح في 14 نوفمبر/تشرين الثاني 2004، فُرضت رسوم إضافية بنسبة 10% عند تحويل الدولار الأمريكي إلى كوك. أُعلن عن هذا التغيير قبل أسابيع قليلة، ومُدّد خلال فترة السماح. ويُزعم أن السبب في ذلك هو أن كميات الدولارات الأمريكية المُتبادلة كانت أعلى من المتوقع.  ساعد هذا الإجراء الحكومة الكوبية على جمع العملة الصعبة.
منذ عام ٢٠١٤، بدأت بعض المتاجر المملوكة للدولة بتحديد الأسعار بكلٍّ من عملتي كوك وكوب، وتقبل الدفع بأيٍّ منهما. وفي يوليو ٢٠٢٠، أُلغيت الزيادة البالغة ١٠٪ على تحويل الدولار الأمريكي.
أدت الصعوبات الاقتصادية التي تواجهها كوبا منذ نهاية عام 2019 إلى نقص السلع في متاجر كوب و كوك، وافتتاح متاجر بأسعار الدولار الأمريكي وقبول الدفع فقط بالبطاقات المدعومة بالعملات الأجنبية، والتنازل عن عقوبة 10٪ لتبادل الدولار الأمريكي، واستئناف الدولار الأمريكي كوسيلة غير رسمية للتبادل، وانخفاض قيمة كوك إلى أقل من دولار أمريكي واحد في عمليات التبادل غير الرسمية في الشوارع.  

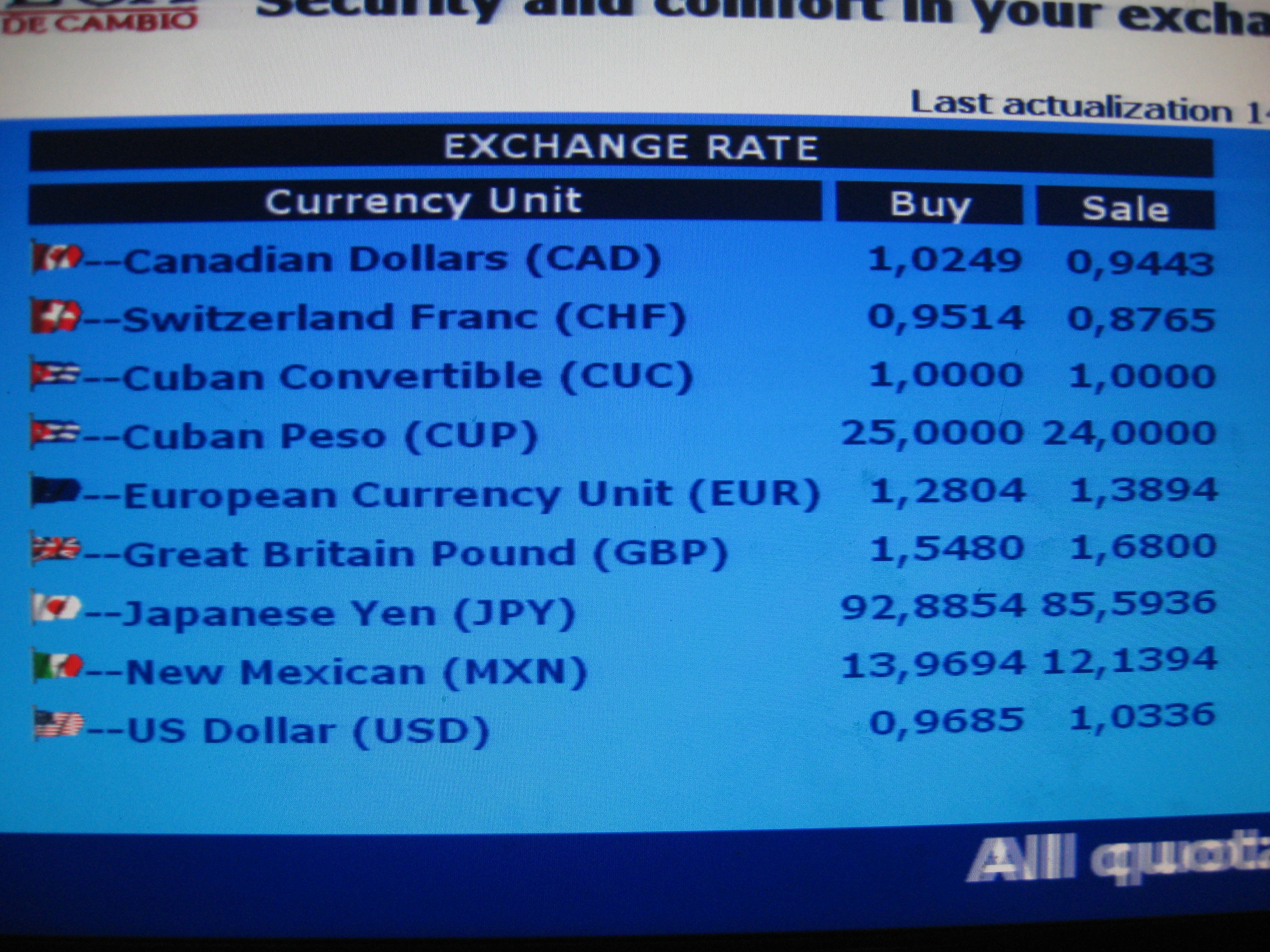
أسعار الصرف في المطار لعام 2013.

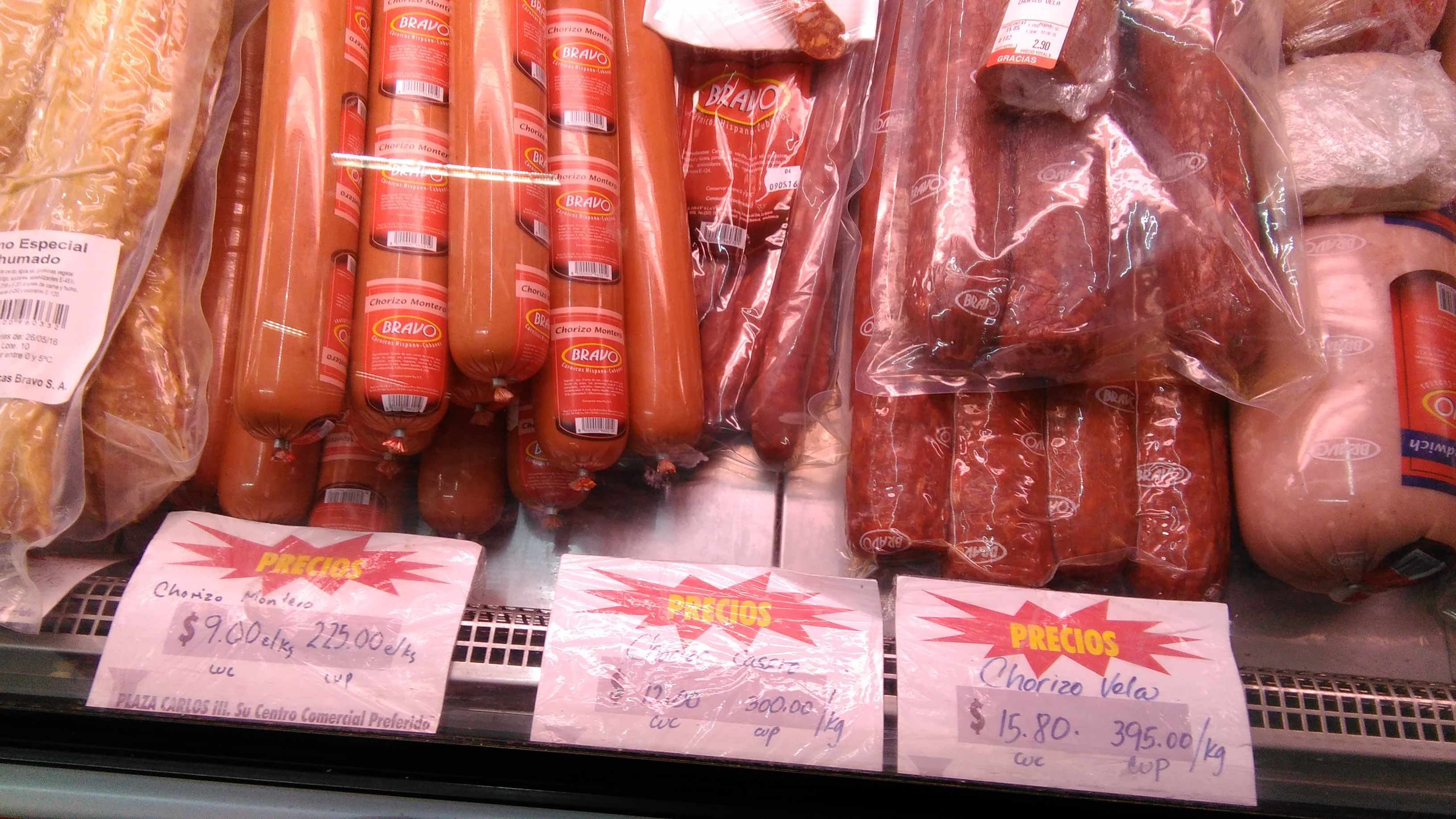
تسوق في عام 2016 مع عرض الأسعار بالكوب والكوك.

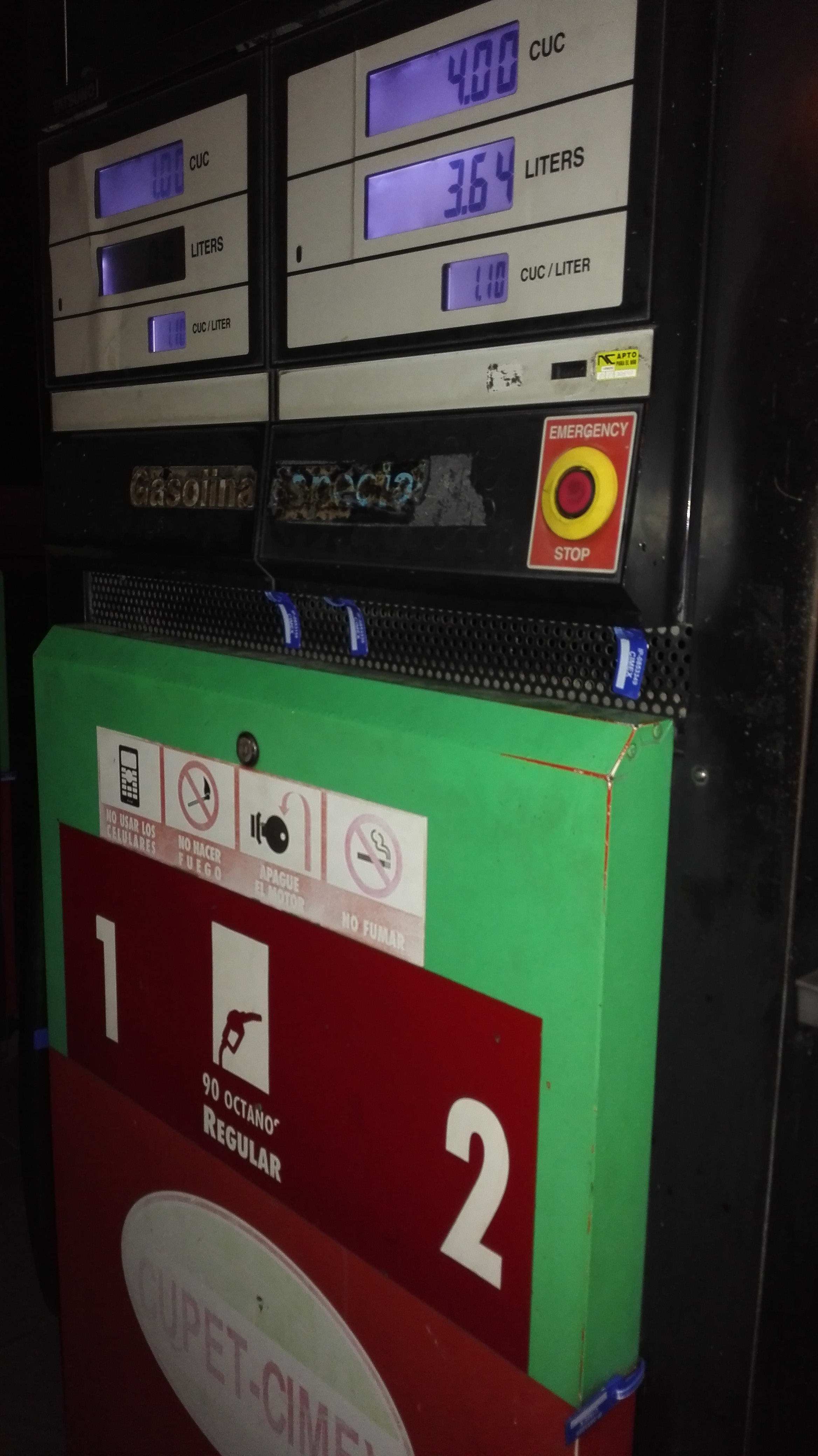
مضخة البنزين تظهر الأسعار بالكوك (1.10 كوك/لتر) في عام 2015.

## عملات معدنية
سُكَّت أول عملات معدنية قابلة للتحويل في عام 1994 بقيم اسمية 5، و10، و25، و50 سنتًا قابلًا للتحويل و1 كوك، وأُصدِرَت في بداية العام التالي.
تتميز عملات الكوك التي سُكَّت في عام 1994 خارج البلاد (كندا) بالخاصية التالية: عندما تُجرى دورة رأسية بدءًا من وجه العملة، يظهر شعار النبالة المضروب على الوجه الآخر رأسًا على عقب.
ولكن منذ عام 1996، سُكَّت هذه العملات المعدنية في كوبا، وتتميز بأنه عندما تُجرى دورة رأسية بدءًا من الوجه، يظهر شعار النبالة الموجود على الوجه الخلفي في مكانه الطبيعي.
سلسلة عملات البيزو الكوبي القابلة للتحويل لعام 1994 :
| صورة          | صورة         | قيمة        | الخصائص الفيزيائية | الخصائص الفيزيائية | الخصائص الفيزيائية                              | الخصائص الفيزيائية | وصف                                                                                                 | وصف | سنوات الإصدار                                                                |
| الوجه الأمامي | الوجه الخلفي | قيمة        | القطر              | وزن                | تعبير                                           | حافة               | الوجه الأمامي                                                                                       | الوجه الخلفي                                                                                             | سنوات الإصدار                                                                |
| ------------- | ------------ | ----------- | ------------------ | ------------------ | ----------------------------------------------- | ------------------ | --------------------------------------------------------------------------------------------------- | --- | ---------------------------------------------------------------------------- |
|               |              | 0.05 دولار  | 18 ملم             | 2.65 جرام          | قرص مضغوط ذو قلب فولاذي وطبقة من النيكل اللامع. | مُحَزَّز               | البيت الاستعماري، قيمته الاسمية 5 سنتات في الأرقام، والصورة المصغرة "CASA COLONIAL".                | شعار النبالة الكوبي ، والأسطورة "جمهورية كوبا"، والقيمة الاسمية بالأحرف "خمسة سنتات"، وسنة الإصدار.      | 1994، 1996، 1998، 1999، 2000، 2002، 2006، 2008، 2009، 2013، 2016، 2017، 2018 |
|               |              | 0.10 دولار  | 20 ملم             | 4 جرام             | قرص مضغوط ذو قلب فولاذي وطبقة من النيكل اللامع. | مُحَزَّز               | منظر لقلعة القوة الملكية وجيرالديلا، وقيمتها الاسمية 10 سنتات بالأرقام، والرسم المصغر "قلعة القوة". | شعار النبالة الكوبي ، والأسطورة "جمهورية كوبا"، والقيمة الاسمية بالأحرف "عشرة سنتات"، وسنة الإصدار.      | 1994، 1996، 1999، 2000، 2002، 2008، 2009، 2013، 2016، 2017، 2018             |
|               |              | 0.25 دولارًا | 23 ملم             | 5.65 جرام          | قرص مضغوط ذو قلب فولاذي وطبقة من النيكل اللامع. | مُحَزَّز               | منظر لترينيداد، وقيمتها الاسمية 25 سنتًا بالأرقام، والصورة المصغرة "ترينيداد".                       | شعار النبالة الكوبي ، والأسطورة "جمهورية كوبا"، وقيمته الاسمية بالأحرف "خمسة وعشرون سنتًا"، وسنة الإصدار. | 1994، 1998، 2000، 2001، 2002، 2003، 2004، 2006، 2007، 2008، 2017، 2018       |
|               |              | 0.50 دولارًا | 25 ملم             | 7.5 جرام           | قرص مضغوط ذو قلب فولاذي وطبقة من النيكل اللامع. | مُحَزَّز               | منظر لكاتدرائية هافانا، قيمتها الاسمية 50 سنتًا بالأرقام، والرسم المختصر "كاتدرائية هافانا".         | شعار النبالة الكوبي ، والأسطورة "جمهورية كوبا"، والقيمة الاسمية بالأحرف "خمسون سنتًا"، وسنة الإصدار.      | 1994، 2002، 2007، 2016، 2017، 2018                                           |
|               |              | 1.00 دولار  | 27 ملم             | 8.5 جرام           | قرص مضغوط ذو قلب فولاذي وطبقة من النيكل اللامع. | مُحَزَّز               | منظر لكابينة من مركز غواما السياحي، قيمتها الاسمية دولار واحد بالأرقام، والصورة المصغرة "غواما"     | شعار النبالة الكوبي ، والأسطورة "جمهورية كوبا"، والقيمة الاسمية بالأحرف "بيزو واحد"، وسنة الإصدار.       | 1994، 1998، 2000، 2007، 2012، 2016، 2017، 2018                               |

في عام 2000، بدأ إصدار العملة المعدنية القابلة للتحويل بقيمة 1 سنت (1¢).
سلسلة عملات كوبية من فئة 1 سنت لعام 2000 :
| صورة          | صورة         | قيمة       | الخصائص الفيزيائية | الخصائص الفيزيائية | الخصائص الفيزيائية     | الخصائص الفيزيائية | وصف                                                                         | وصف                                                                                               | سنوات الإصدار                                  |
| الوجه الأمامي | الوجه الخلفي | قيمة       | القطر              | وزن                | تعبير                  | حافة               | الوجه الأمامي                                                               | الوجه الخلفي                                                                                      | سنوات الإصدار                                  |
| ------------- | ------------ | ---------- | ------------------ | ------------------ | ---------------------- | ------------------ | --------------------------------------------------------------------------- | ------------------------------------------------------------------------------------------------- | ---------------------------------------------- |
|               |              | 0.01 دولار | 16.76 ملم          | 0.75 جرام          | الألومنيوم             | أملس               | ساحة الثورة، قيمتها الإسمية 1 سنتًا بالأرقام، والشعار المختصر "ساحة الثورة". | شعار النبالة الكوبي ، والأسطورة "جمهورية كوبا"، والقيمة الاسمية بالأحرف "سنت واحد"، وسنة الإصدار. | 2000، 2001، 2002، 2003، 2005، 2007، 2015، 2019 |
|               |              | 0.01 دولار | 15 ملم             | 1.7 جرام           | الفولاذ المطلي بالنحاس | مُحَزَّز               | ساحة الثورة، قيمتها الإسمية 1 سنتًا بالأرقام، والشعار المختصر "ساحة الثورة". | شعار النبالة الكوبي ، والأسطورة "جمهورية كوبا"، والقيمة الاسمية بالأحرف "سنت واحد"، وسنة الإصدار. | 2000، 2002، 2006، 2007، 2013، 2016، 2017       |

في عام 2004، تُودُوِلَت عملة معدنية ثنائية المعدن بقيمة اسمية قدرها 5 بيزو قابل للتحويل. وقد سُكَّت من قبل دار سك العملة الكوبية في عام 1999، احتفالاً بالذكرى الأربعين لتعيين إرنستو تشي جيفارا رئيسًا للبنك الوطني الكوبي.
1999 (2004 في التداول) سلسلة من العملات الكوبية القابلة للتحويل بقيمة 5 بيزو :
| صورة          | صورة         | قيمة      | الخصائص الفيزيائية | الخصائص الفيزيائية | الخصائص الفيزيائية                                                                | الخصائص الفيزيائية | وصف | وصف                                                                                               | سنوات الإصدار          |
| الوجه الأمامي | الوجه الخلفي | قيمة      | القطر              | وزن                | تعبير                                                                             | حافة               | الوجه الأمامي | الوجه الخلفي                                                                                      | سنوات الإصدار          |
| ------------- | ------------ | --------- | ------------------ | ------------------ | --------------------------------------------------------------------------------- | ------------------ | --- | ------------------------------------------------------------------------------------------------- | ---------------------- |
|               |              | 5 دولارات | 23 ملم             | 4.5 جرام           | حلقة خارجية مصنوعة من الفولاذ النحاسي المدرع، قلب مصنوع من الفولاذ النيكل المدرع. | مُحَزَّز               | تمثال القائد إرنستو جيفارا، مع قيمته بالأرقام على اليمين. في الأعلى، النقش "إرنستو "تشي" جيفارا دي لا سيرنا"، وفي الأسفل، عام ١٩٩٩. | شعار النبالة الكوبي ، والأسطورة "جمهورية كوبا"، وقيمته الاسمية بالأحرف "خمسة بيزو قابلة للتحويل". | 1999 (2004 في التداول) |

## أوراق نقدية
في عام ١٩٩٤، طرح البنك المركزي الكوبي أوراقًا نقدية جديدة من البيزو الكوبي القابل للتحويل. وهو يعادل دولارًا أمريكيًا واحدًا، ويتيح للمستهلكين تسهيل معاملاتهم بالعملات الأجنبية باستخدام رمز نقدي خاص بهم.

### السلسلة الأولى (1994)
أُصدِرَت من قبل البنك الوطني الكوبي بقيم اسمية 1، و3، و5، و10، و50، و 100 بيزو قابلة للتحويل لتُقبل من قبل الشبكة التجارية للأصول والخدمات العاملة في مجال النقد الأجنبي.

#### المزايا العامة
الوجه الأمامي:
- كمنظر رئيسي، منظر جزئي لآثار أبطال حروب الاستقلال والتحرير الكوبية.
- ألوان مختلفة لكل طائفة.
- المسميات بالحروف والأرقام العربية ونظام برايل.
- تتكون السلسلة من حرفين ورقمين، ويتكون العدد من ستة أرقام.
- توقيع رئيس البنك الوطني الكوبي.
- سنة الطباعة: 1994.
- نص يوضح ضمانته النقدية والتبادلية للعملة القابلة للتحويل بحرية.

الوجه الخلفي:
- تصميم مشترك لجميع الطوائف.
- الصورة المصغرة المقابلة للدرع الوطني لجمهورية كوبا.
- الطائفة بالأرقام.
- نص يوضح قيمته القانونية غير المحدودة.

العناصر الأمنية لجميع الفئات:
1. علامة مائية (مرئية في مواجهة الضوء على صورة خوسيه مارتي).
2. خيط أمان مطبوع عليه النص "PATRIA O MUERTE VENCEREMOS".
3. عنصر تصميمي مع تطابق مثالي في الأمام/الخلف (نجمة 5 نقاط).
4. صورة كامنة. يمكن قراءة رمز BNC من زاوية رؤية معينة.
5. طباعة مجهرية بالكمبيوتر (en relieve).
6. طباعة حجرية دقيقة مضيئة تحت ضوء الأشعة فوق البنفسجية.

1994 السلسلة الأولى من البيزو الكوبي القابل للتحويل 
| صورة          | صورة         | قيمة       | أبعاد       | اللون الرئيسي                    | وصف                                                                                              | وصف                 | الطابعة | تاريخ | تاريخ        | العلامة المائية               |
| الوجه الأمامي | الوجه الخلفي | قيمة       | أبعاد       | اللون الرئيسي                    | الوجه الأمامي                                                                                    | الوجه الخلفي        | الطابعة | مشاكل | انسحاب       | العلامة المائية               |
| ------------- | ------------ | ---------- | ----------- | -------------------------------- | ------------------------------------------------------------------------------------------------ | ------------------- | ------- | ----- | ------------ | ----------------------------- |
|               |              | 1 دولار    | 150 × 70 مم | أخضر غامق، بني فاتح، وأصفر       | نصب تذكاري لخوسيه مارتي ، في ساحة الثورة، مدينة هافانا.                                          | شعار النبالة الكوبي |         | 1994  | 1 يناير 2021 | يظهر في ضوء تمثال خوسيه مارتي |
|               |              | 3 دولارات  | 150 × 70 مم | الأحمر والوردي والأخضر الفاتح    | نصب تذكاري لإرنستو "تشي" جيفارا ، في ساحة تشي جيفارا في مدينة سانتا كلارا، في مقاطعة فيلا كلارا. | شعار النبالة الكوبي |         | 1994  | 1 يناير 2021 | يظهر في ضوء تمثال خوسيه مارتي |
|               |              | 5 دولارات  | 150 × 70 مم | الأخضر والبرتقالي والأصفر        | نصب تذكاري لأنتونيو ماسيو ، في منتزه أنطونيو ماسيو أمام سور هافانا البحري، مدينة هافانا.         | شعار النبالة الكوبي |         | 1994  | 1 يناير 2021 | يظهر في ضوء تمثال خوسيه مارتي |
|               |              | 10 دولارات | 150 × 70 مم | بني، أزرق وأخضر                  | نصب تذكاري لمكسيمو غوميز ، أمام مدخل خليج هافانا.                                                | شعار النبالة الكوبي |         | 1994  | 1 يناير 2021 | يظهر في ضوء تمثال خوسيه مارتي |
|               |              | 20 دولارًا  | 150 × 70 مم | أزرق غامق، أزرق فاتح، وأصفر/أخضر | نصب تذكاري لكاميلو سيينفويغوس                                                                    | شعار النبالة الكوبي |         | 1994  | 1 يناير 2021 | يظهر في ضوء تمثال خوسيه مارتي |
|               |              | 50 دولارًا  | 150 × 70 مم | الأرجواني والبرتقالي والأصفر     | نصب تذكاري لكاليستو غارسيا إي إينيغيز ، أمام جدار البحر في هافانا.                               | شعار النبالة الكوبي |         | 1994  | 1 يناير 2021 | يظهر في ضوء تمثال خوسيه مارتي |
|               |              | 100 دولار  | 150 × 70 مم | الأحمر والبرتقالي والأصفر الساطع | النصب التذكاري لكارلوس مانويل دي سيسبيديس                                                        | شعار النبالة الكوبي |         | 1994  | 1 يناير 2021 | يظهر في ضوء تمثال خوسيه مارتي |

### سلسلة 2004
في عام ٢٠٠٤، أصدر البنك المركزي الكوبي أول سلسلة من أوراق البيزو القابلة للتحويل بقيمتين اسميتين هما ٥ و١٠ بيزو قابل للتحويل. الطباعة مسطحة، وتصميم الوجهين الأمامي والخلفي مشابه بشكل عام لسلسلة عام ١٩٩٤ التي أصدرها البنك الوطني الكوبي، والتي تحمل عبارة "البنك المركزي الكوبي" وشعاره. أما العناصر الأمنية فهي العلامة المائية المحلية التي تحمل صورة خوسيه مارتي، وخيط الأمان الذي يحمل عبارة "PATRIA O MUERTE - VENCEREMOS".
سلسلة البيزو الكوبي القابل للتحويل لعام 2004 :
| صورة          | صورة         | قيمة       | أبعاد        | اللون الرئيسي             | وصف                                                                                      | وصف                 | الطابعة | تاريخ | تاريخ        | العلامة المائية                      |
| الوجه الأمامي | الوجه الخلفي | قيمة       | أبعاد        | اللون الرئيسي             | الوجه الأمامي                                                                            | الوجه الخلفي        | الطابعة | مشاكل | انسحاب       | العلامة المائية                      |
| ------------- | ------------ | ---------- | ------------ | ------------------------- | ---------------------------------------------------------------------------------------- | ------------------- | ------- | ----- | ------------ | ------------------------------------ |
|               |              | 5 دولارات  | 150 × 70 ملم | الأخضر والبرتقالي والأصفر | نصب تذكاري لأنتونيو ماسيو ، في منتزه أنطونيو ماسيو أمام سور هافانا البحري، مدينة هافانا. | شعار النبالة الكوبي |         | 2004  | 1 يناير 2021 | يظهر تمثال خوسيه مارتي في ضوء النهار |
|               |              | 10 دولارات | 150 × 70 ملم | بني، أزرق وأخضر           | نصب تذكاري لمكسيمو غوميز ، أمام مدخل خليج هافانا.                                        | شعار النبالة الكوبي |         | 2004  | 1 يناير 2021 | يظهر تمثال خوسيه مارتي في ضوء النهار |

### سلسة 2005
صدرت مرة أخرى في عام ٢٠٠٥ فئات ٥ و١٠ بيزو قابلة للتحويل. الزخارف الرئيسية على الوجهين الأمامي والخلفي والألوان السائدة هي نفسها المستخدمة في الإصدارات السابقة. لطباعة العناصر الرئيسية على الوجه الأمامي، استُخدم نظام النقش الغائر، مما يمنحها جودةً وأمانًا وجماليةً أعلى، بالإضافة إلى نقشٍ بارز.
العناصر الأمنية:
- علامة مائية عليها صورة خوسيه مارتي.
- خيط أمان ذو موقع رأسي يحمل النص "PATRIA O MUERTE-VENCEREMOS".
- صورة كامنة مع الأحرف الأولى "BCC" مرئية عند تغيير زاوية المراقبة.
- نص متواصل يحمل الأسطورة "CUBA TERRITORIO LIBRE DE AMERICA" على الوجهين الأمامي والخلفي.
- ألياف أمنية باللون الأحمر والأزرق والأصفر موزعة على سطح الورق، ولا يمكن رؤيتها إلا تحت ضوء الأشعة فوق البنفسجية.

سلسلة البيزو الكوبي القابل للتحويل لعام 2005 :
| صورة          | صورة         | قيمة       | أبعاد        | اللون الرئيسي             | وصف                                                                                      | وصف                 | الطابعة | تاريخ | تاريخ        | العلامة المائية                      |
| الوجه الأمامي | الوجه الخلفي | قيمة       | أبعاد        | اللون الرئيسي             | الوجه الأمامي                                                                            | الوجه الخلفي        | الطابعة | مشاكل | انسحاب       | العلامة المائية                      |
| ------------- | ------------ | ---------- | ------------ | ------------------------- | ---------------------------------------------------------------------------------------- | ------------------- | ------- | ----- | ------------ | ------------------------------------ |
|               |              | 5 دولارات  | 150 × 70 ملم | الأخضر والبرتقالي والأصفر | نصب تذكاري لأنتونيو ماسيو ، في منتزه أنطونيو ماسيو أمام سور هافانا البحري، مدينة هافانا. | شعار النبالة الكوبي |         | 2005  | 1 يناير 2021 | يظهر تمثال خوسيه مارتي في ضوء النهار |
|               |              | 10 دولارات | 150 × 70 ملم | بني، أزرق وأخضر           | نصب تذكاري لمكسيمو غوميز ، أمام مدخل خليج هافانا.                                        | شعار النبالة الكوبي |         | 2005  | 1 يناير 2021 | يظهر تمثال خوسيه مارتي في ضوء النهار |

### سلسلة التاريخ والإنجازات الاشتراكية لعام 2006
طُرحت سلسلة جديدة من الأوراق النقدية بجميع فئاتها للتداول ابتداءً من 18 ديسمبر/كانون الأول 2006. أصدر البنك المركزي الكوبي سلسلة جديدة من الأوراق النقدية تحمل عنوان "التاريخ والإنجازات الاشتراكية". تشبه واجهة الأوراق النقدية السلسلة السابقة، ولكن على ظهرها، بدلًا من تصوير شعار النبالة الكوبي على جميع الفئات، أصبح لكل ورقة نقدية تصميمها الخاص. 
دُمِجَت ميزة أمان جديدة في جميع أوراق هذه السلسلة الجديدة مما يوفر أمانًا أكبر:
- العلامة المائية (صورة خوسيه مارتي على اليسار) أصبحت الآن مخصصة برقم فئة الفاتورة.

على وجه الأوراق النقدية، حُفِظَ على النصب التذكارية لأبطال نضالاتنا التحررية، إلى جانب العناصر الرئيسية التي تظهر في الإصدارات السابقة، والتي تتميز بدقة ووضوح كبيرين، فضلاً عن النقوش اللمسية.
الميزات الأمنية الرئيسية الموجودة في هذه السلسلة:
1. علامة مائية عليها صورة خوسيه مارتي على اليسار، ومخصصة برقم فئة الفاتورة.
2. خيط أمان يحمل النص "PATRIA O MUERTE – VENCEREMOS" الموجود على يسار النصب التذكاري.
3. صورة كامنة تحمل الأحرف الأولى "BCC" والتي تصبح مرئية في الزاوية اليمنى السفلية من الواجهة عند تغيير زاوية الرؤية.

ودخلت هذه الأوراق النقدية الجديدة التداول جنباً إلى جنب مع الإصدارات السابقة، التي احتفظت بصلاحيتها القانونية.
سلسلة 2006 "التاريخ والإنجازات الاشتراكية" :
| صورة          | صورة         | قيمة       | أبعاد       | اللون الرئيسي                    | وصف                                                                                               | وصف | الطابعة | تاريخ                                    | تاريخ        | العلامة المائية                                    |
| الوجه الأمامي | الوجه الخلفي | قيمة       | أبعاد       | اللون الرئيسي                    | الوجه الأمامي                                                                                     | الوجه الخلفي | الطابعة | مشاكل                                    | انسحاب       | العلامة المائية                                    |
| ------------- | ------------ | ---------- | ----------- | -------------------------------- | ------------------------------------------------------------------------------------------------- | --- | ------- | ---------------------------------------- | ------------ | -------------------------------------------------- |
|               |              | 1 دولار    | 150 × 70 مم | أخضر غامق، بني فاتح، وأصفر       | نصب تذكاري لخوسيه مارتي ، في ساحة الثورة، مدينة هافانا.                                           | CAIDA en COMBATE DE JOSE MARTI: وفاة خوسيه مارتي في القتال في معركة دوس ريوس ‏ .                                                                  |         | 2006، 2007، 2011، 2013، 2016، 2017       | 1 يناير 2021 | يظهر في ضوء النهار تمثال خوسيه مارتي والرقم "1".   |
|               |              | 3 دولارات  | 150 × 70 مم | الأحمر والوردي والأخضر الفاتح    | النصب التذكاري لإرنستو "تشي" جيفارا ، في ساحة تشي جيفارا في مدينة سانتا كلارا، مقاطعة فيلا كلارا. | لا باتالا دي سانتا كلارا: معركة سانتا كلارا . |         | 2006، 2007، 2016، 2017                   | 1 يناير 2021 | يظهر في ضوء النهار تمثال خوسيه مارتي والرقم "3".   |
|               |              | 5 دولارات  | 150 × 70 مم | الأخضر والبرتقالي والأصفر        | نصب تذكاري لأنتونيو ماسيو ، في منتزه أنطونيو ماسيو أمام سور هافانا البحري، مدينة هافانا.          | بروتيستا دي باراجوا: الجنرال الكوبي أنطونيو ماسيو جراخاليس والكابتن الإسباني الجنرال أرسينيو مارتينيز كامبوس في الأراجيح الشبكية.                |         | 2006، 2007، 2008، 2011، 2012، 2013، 2017 | 1 يناير 2021 | يظهر في ضوء النهار تمثال خوسيه مارتي والرقم "5".   |
|               |              | 10 دولارات | 150 × 70 مم | بني، أزرق وأخضر                  | نصب تذكاري لمكسيمو غوميز ، أمام مدخل خليج هافانا.                                                 | الثورة الطاقية: محطة توليد الطاقة الكهربائية وشاحنة البيك آب ومساعد الخطوط.                                                                      |         | 2006، 2007، 2008، 2011، 2012، 2013       | 1 يناير 2021 | يظهر في ضوء النهار تمثال خوسيه مارتي والرقم "10".  |
|               |              | 20 دولارًا  | 150 × 70 مم | أزرق غامق، أزرق فاتح، وأصفر/أخضر | النصب التذكاري لكاميلو سينفويغوس .                                                                | عملية مذهلة: جراحو العيون يقومون بإجراء عملية جراحية والركاب ينزلون من طائرة نفاثة.                                                              |         | 2006، 2008                               | 1 يناير 2021 | يظهر في ضوء النهار تمثال خوسيه مارتي والرقم "20".  |
|               |              | 50 دولارًا  | 150 × 70 مم | الأرجواني والبرتقالي والأصفر     | نصب تذكاري لكاليستو غارسيا إي إينيغيز ، أمام جدار البحر في هافانا.                                | LA BATALLA DE IDEAS: متظاهرون يحملون أعلامًا ولافتات مكتوب عليها "TRINCHERAS DE IDEAS VALEN MAS QUE TRINCHERAS DE PIEDRA" و"LA BATALLA DE IDEAS". |         | 2006، 2007، 2011                         | 1 يناير 2021 | يظهر في ضوء النهار تمثال خوسيه مارتي والرقم "50".  |
|               |              | 100 دولار  | 150 × 70 مم | الأحمر والبرتقالي والأصفر الساطع | النصب التذكاري لكارلوس مانويل دي سيسبيديس .                                                       | البديل البوليفي للأمريكتين (ألبا): طبق القمر الصناعي، خريطة أمريكا اللاتينية، امرأة ورجل يقرأان، مصفاة نفط.                                      |         | 2006، 2007                               | 1 يناير 2021 | يظهر في ضوء النهار تمثال خوسيه مارتي والرقم "100". |

## الكوك والدولار الأمريكي
رُبِطَ البيزو القابل للتحويل (كوك) رسميًا عند 1٫00 دولار أمريكي من عام 1994 إلى عام 2005، وعند 1.08 دولار أمريكي من أبريل 2005 إلى مارس 2011، ومرة أخرى عند 1٫00 دولار أمريكي منذ عام 2011.  منذ نهاية عام 2019، تودُوِل كوك بأقل 1٫00 دولار أمريكي في البورصات غير الرسمية في الشوارع.
منذ عام 2005، عندما اُستُبدِلَت الأوراق النقدية الأمريكية، تم تطبيق ضريبة بنسبة 10٪، بالإضافة إلى عمولة الصرف.  لم تُطَبَّق ضريبة الـ 10٪ على العملات الأخرى؛  اعتبارًا من يونيو 2020، أُلغيت ضريبة الـ 10٪ هذه على الدولار الأمريكي.

## روابط خارجية
- موقع البنك المركزي لكوبا نسخة محفوظة 3 أغسطس 2003 على موقع واي باك مشين.
  - مقدمة موجزة عن نظام العملة المزدوجة في كوبا (أرشيف 4 مارس 2016)
  - أوراق نقدية من فئة البيزو الكوبي القابل للتحويل (بالإنجليزية والألمانية)